# Rezerwat przyrody Drzewce
Rezerwat przyrody Drzewce – rezerwat leśny położony w południowo-zachodniej części miasta Gostynina, w województwie mazowieckim. Powstał w 1988 roku. Celem ochrony obszaru jest zachowanie grądowych zbiorowisk leśnych położonych na terenie pradoliny rzeki Skrwy Lewej. Rezerwat ten obejmuje 61,73 ha (akt powołujący podawał 60,30 ha). Wschodnią granicę rezerwatu stanowi droga krajowa nr 60 z Gostynina do Kutna, natomiast przez środek rezerwatu biegnie linia kolejowa Gostynin – Kutno.
Obszar rezerwatu podlega ochronie czynnej.